# Sân bay Teresina
Sân bay Teresina (mã sân bay IATA:THE, mã sân bay ICAO: SBTE) là một sân bay phục vụ Teresina, Brasil. Năm 2013, sân bay này đã phục vụ hơn 1 triệu lượt khách.
Kể từ ngày 22 tháng 12 năm 1999, sân bay được đặt tên theo Petronio Portella Nunes (1925-1980) là một cựu Thị trưởng Teresina, Thống đốc bang Piauí, Thượng nghị sĩ và Bộ trưởng Bộ Tư pháp có vai trò quan trọng trong việc chuẩn bị chấm dứt chính quyền quân sự Brazil.

## Tuyến bay
| Hãng hàng không         | Các điểm đến                                                                                |
| ----------------------- | ------------------------------------------------------------------------------------------- |
| Azul Brazilian Airlines | Belo Horizonte-Confins, Campinas, Fortaleza, Parnaíba, Recife, Salvador da Bahia, São Luís. |
| Gol Airlines            | Brasília, Curitiba, Fortaleza, Goiânia, São Paulo-Guarulhos                                 |
| TAM Airlines            | Brasília, Fortaleza, São Luís, São Paulo-Guarulhos Recife(03/04/2015)                       |